# Cinéma Le Castillet

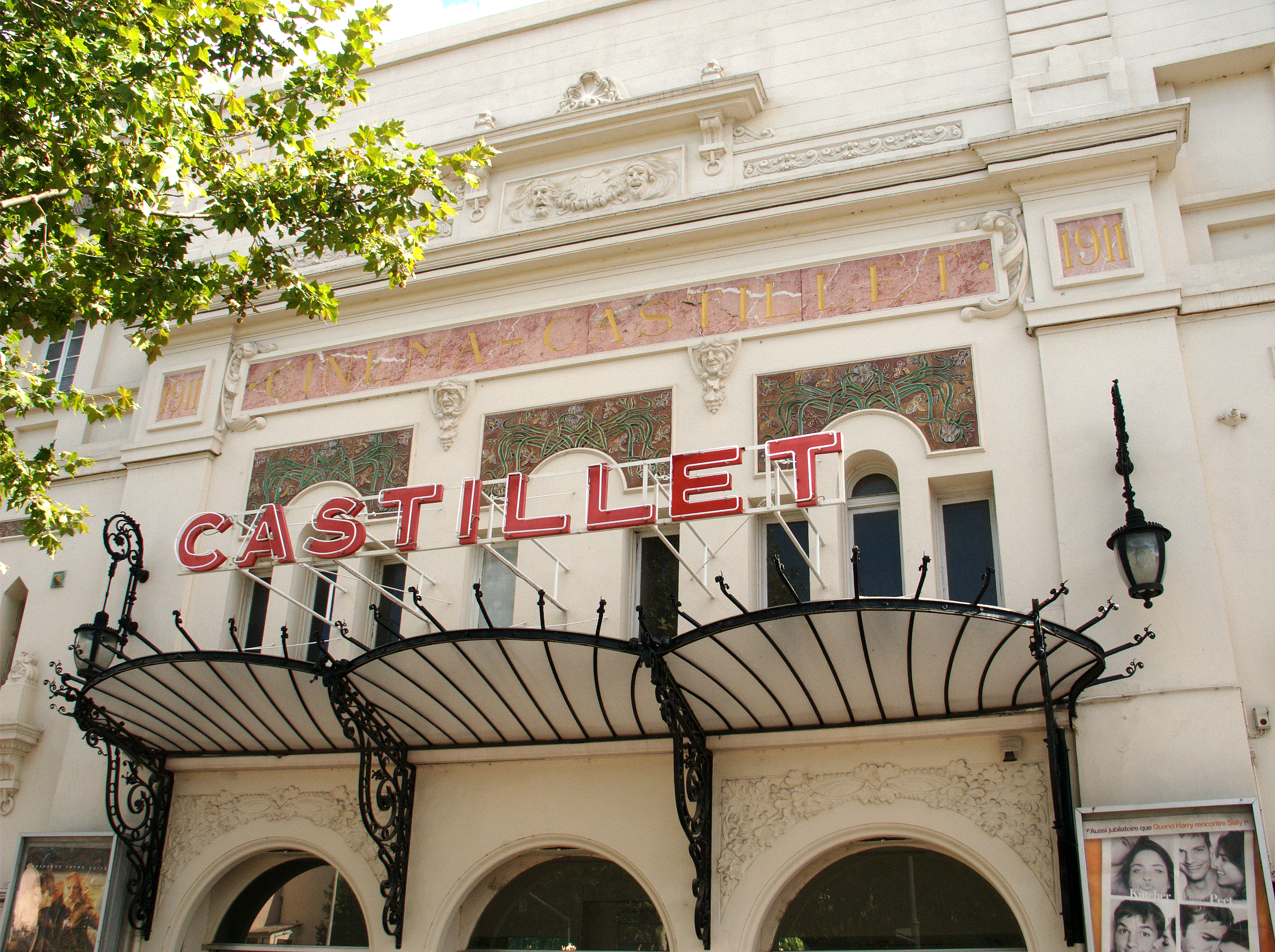
Eingangsbereich

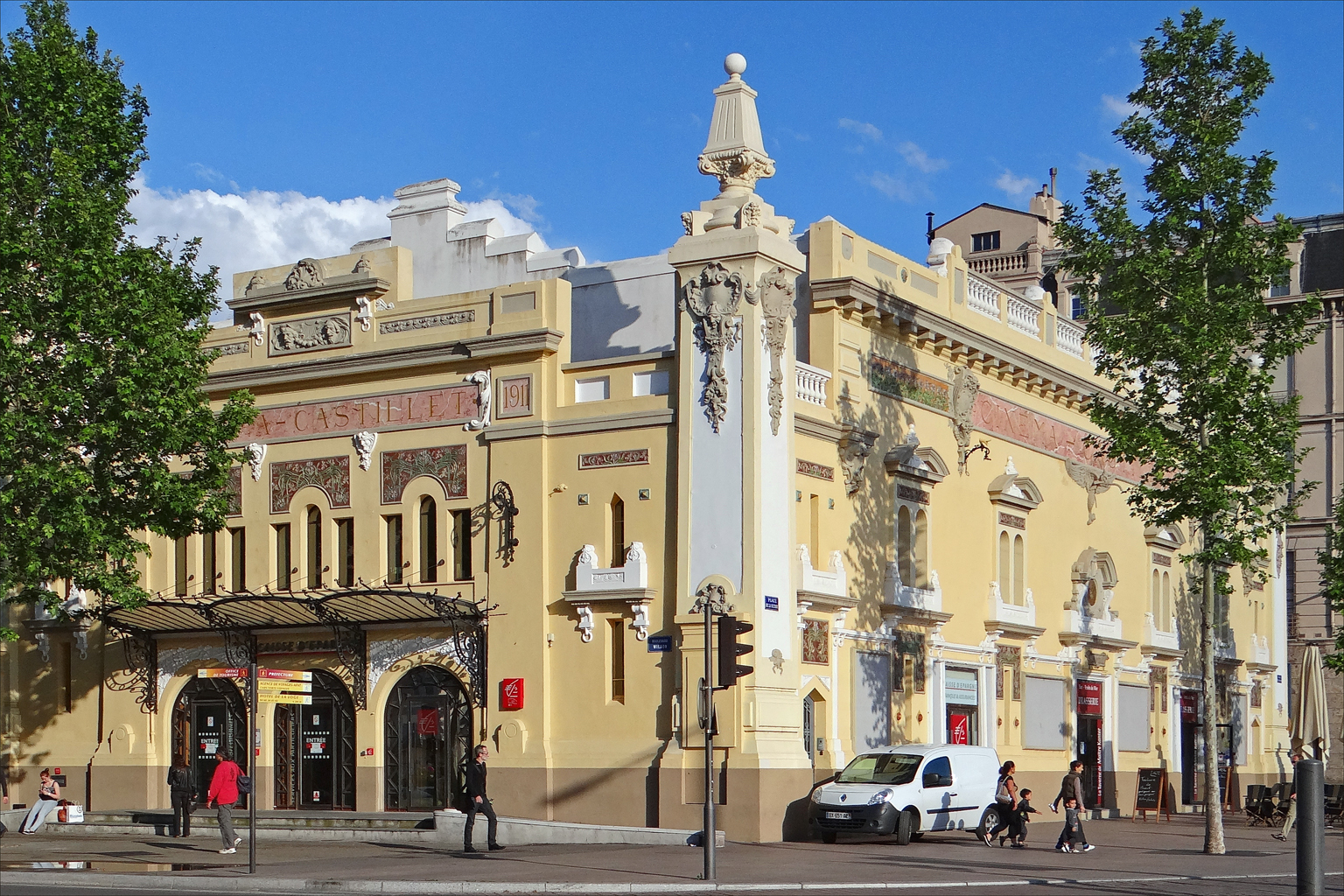
Hauptfassade und Westfassade

Das Cinéma Le Castillet ist ein historisches Kino in Perpignan, Frankreich, und ein Baudenkmal des Jugendstils.

## Geografische Lage
Das Kino liegt am 1 Boulevard Wilson in Perpignan, auf dem Befestigungswall der mittelalterlichen Altstadt zu dem Flüsschen La Bassa hin.

## Geschichte

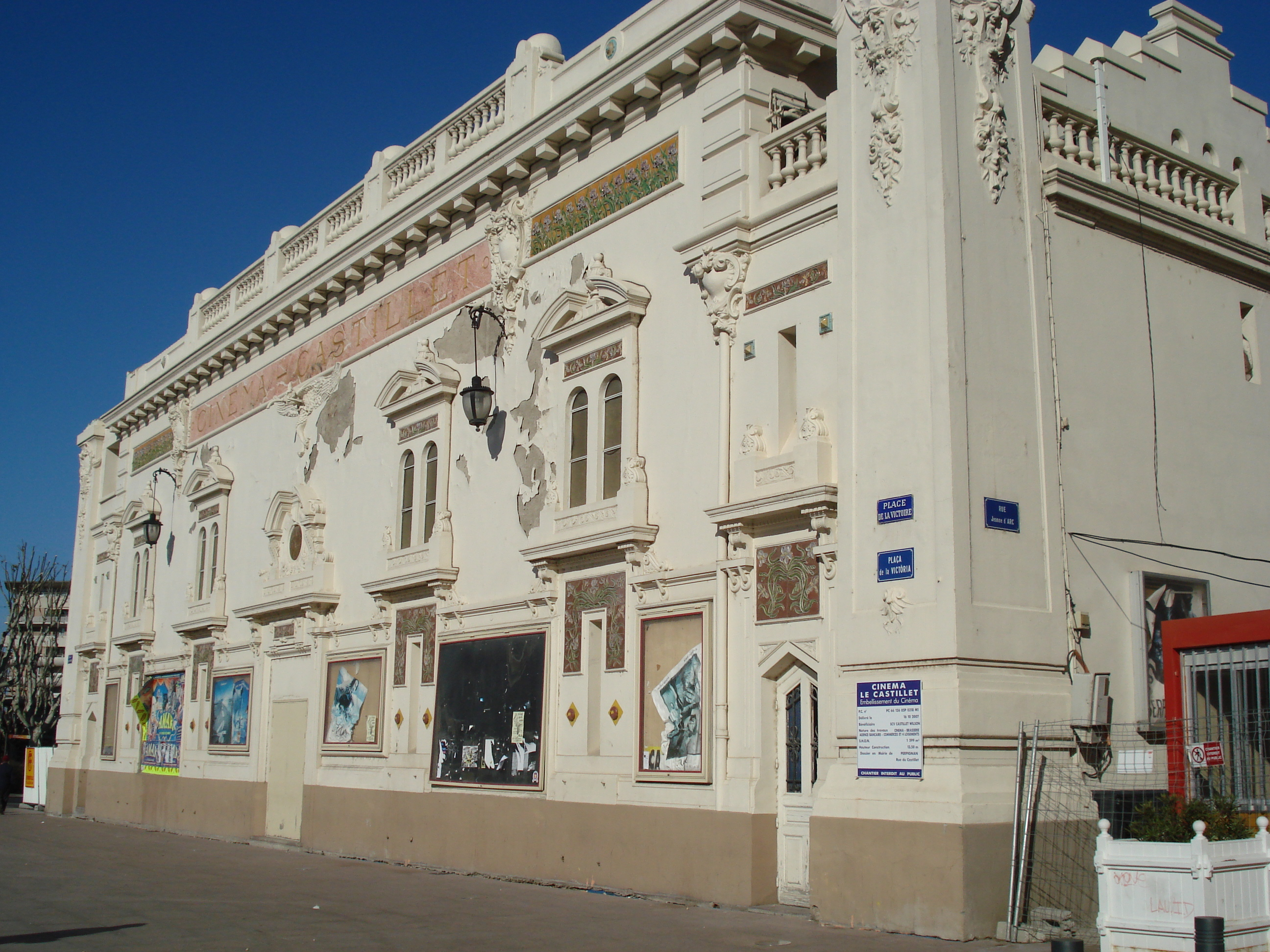
Westfassade

Die beiden ersten Kinos in Perpignan, Le Castillet und Apollo, wurden 1911 gegründet. Das Apollo existiert nicht mehr, während Le Castillet heute immer noch betrieben wird.
Jean Font, der die Brüder Lumière persönlich kannte, gründete das Kino, das sich seitdem in Familienbesitz befindet. Jean Font kam aus Barcelona. Nach einem Aufenthalt in Marseille oder Montpellier entdeckte er den späteren Standort des Castillet-Kinos. Nach Rücksprache mit seinem Vater kehrte er nach Perpignan zurück und errichtete das Kino. Es wurde am 7. November 1911 eingeweiht. Dazu wurden lokale Künstler und die Kritiker der modernen Architektur des Gebäudes eingeladen und die Eröffnung zugleich einem humanitären Zweck gewidmet: Der Ertrag kam den Angehörigen der bei der Explosion des Schlachtschiffs Liberté der französischen Marine am 25. September 1911 im Hafen von Toulon zugute, bei der 250 Menschen gestorben waren. Dies dämpfte die vehemente Kritik an der Einrichtung, die sich sowohl aus deren Architektur, dem damals waltenden Rassismus gegen Spanier und der Prüderie des Langen 19. Jahrhunderts an neuen Formen der Unterhaltung speiste.
1911 war das Kino noch auf Stummfilme beschränkt. Es unterhielt deshalb ein eigenes Orchester, um die Filme zu begleiten. Um die Kosten des Neubaus zu bestreiten, veranstaltet Jean Font auch Vorstellungen in angemieteten Räumen in Städten und Dörfern der Umgebung.
Mit dem Beginn des Ersten Weltkriegs 1914 wurden alle Kinos in Frankreich zunächst geschlossen. Dieses bewirkte schon nach kurzer Zeit erhebliche finanzielle Schwierigkeiten. Erst zum 6. März 1915 gestattete der damalige Bürgermeister von Perpignan, Denis Joseph, das Haus wieder zu eröffnen, zunächst jedoch unter einschränkenden Bedingungen, darunter auch, dass Vorstellungen nur an drei Tagen in der Woche stattfinden und 25 % der Gewinne an wohltätige Zwecke abgeführt werden mussten. Erst am 21. Dezember 1915 konnte das Kino seinen Betrieb wieder im normalen Umfang aufnehmen.
1918 wurde das Kino erweitert. Es lief in den Jahren nach dem Krieg sehr gut, weil die Bevölkerung sich von den Schrecken des Krieges ablenken wollte. Le Castillet-bot ein vielfältiges Programm, das regelmäßig aktualisiert wurde. Fortsetzungsfilme wurden mit großem Erfolg gezeigt, aber auch kleine Operetten oder Theaterstücke aufgeführt. 1922 organisierte Jean Font erstmals Freiluftkino vor dem Haus. Anfangs war der Eintritt frei, was sich als großer Erfolg erwies. Aber auch der dann eingeführte Einheitspreis von 1 Franc beeinträchtigte den Erfolg nicht.
Die Beziehungen zwischen Stadtverwaltung und Jean Font blieben spannungsreich. Jean Font weigerte sich zeitweise auferlegte Steuern zu zahlen, um das Haus überhaupt offen halten zu können. Andererseits wurde er aber auch als spanischer Staatsbürger diskriminiert.

## Gebäude

### Architektur
Als Jean Font das Gebäude errichten ließ, beauftragte er Eugène Montès die Fassade unter Beteiligung des Bildhauers Alexandre Guènot modern zu gestalten – so modern wie das Kino damals war. Zwar lehnt sich die Architektur des Eingangsbereichs an die eines Theatergebäudes vom Ende des 19. Jahrhunderts an. Die Dekoration jedoch ist höchst eklektizistisch mit starken Elementen des Jugendstils. Diese Architektur wurde von und in der Öffentlichkeit heftig kritisiert. Ein Journalist bezeichnete den Bau als Kenotaph und „Friedhofsarchitektur“. Im Innern des Gebäudes gab es außer den für das Kino erforderlichen Einrichtungen einen Tanzsaal, eine Eisbahn und eine Café-Bar.

### Bauhistorische Bedeutung
Fassaden und Dächer des Gebäudes wurden 1997 unter Denkmalschutz gestellt.
2015 wurde das Gebäude zusammen mit dem Magasin Aux Dames de France unter das Label Patrimoine du XXe siècle gestellt.

## Gegenwart
Das Kino hat heute 8 Säle mit 1872 Plätzen. Es ist heute eines der ältesten Kinos Frankreichs und wahrscheinlich das älteste französische Kino, das noch betrieben wird.